# Privlaka (żupania zadarska)
Gmina Privlaka (chorw. Općina Privlaka) – miejscowość i gmina w Chorwacji, w żupanii zadarskiej. W 2011 roku liczyła  2253 mieszkańców.